# Саад аль-Харти
Саа́д Миша́ль а́ль-Харти́ (араб. سعد مشعل الحارثي‎; род. 3 февраля 1984, Эр-Рияд) — саудовский футболист, нападающий. Выступал за сборную Саудовской Аравии, участник чемпионата мира 2006 года.

## Карьера

### Клубная
Профессиональную карьеру начал в возрасте 16 лет в 2000 году в клубе «Аль-Наср» из Эр-Рияда, за который играл до февраля 2006 года, сыграв за это время 84 матча, забив 36 мячей, став вместе с клубом вице-чемпионом Саудовской Аравии в 2001 году и завоевав вместе с командой Международный кубок Дамаска в 2004 году. В феврале 2006 года перешёл на правах аренды в «Аль-Иттихад» из Джидды, в котором, однако, не смог закрепиться, сыграл всего 1 матч и забил 1 гол. В мае 2006 года вернулся в родной «Аль-Наср», в составе которого в 2008 году стал обладателем Кубка Саудовской федерации футбола.

### В сборной
В составе главной национальной сборной Саудовской Аравии выступает с 2004 года. Дебют состоялся 9 июля 2004 года в игре против Туркменистана. Участник чемпионата мира 2006 года. В 2007 году дошёл вместе с командой до финала Кубка Азии, в котором, однако, саудовцы уступили сборной Ирака со счётом 0:1.

## Достижения

### Командные
- Финалист Кубка Азии: (1): 2007
- Вице-чемпион Саудовской Аравии: (1): 2000/01
- Обладатель Кубка принца Фейсала (1): 2007/08
- Обладатель Международного кубка Дамаска: (1): 2004
- Финалист Арабского кубка обладателей кубков: (1): 2000/01
- Финалист Арабского суперкубка: (1): 2001

### Награды
- Приз Fair Play на Клубном чемпионате мира (1): 2000